# Antwerpeni olimpiai stadion
Az antwerpeni olimpiai stadion (hollandul: Olympisch Stadion vagy Kielstadion, mai beceneve a „’t Kiel”, ami az elhelyezésére utal) Kiel városrészben található, 4 kilométerre a belvárostól. Az 1920-as antwerpeni olimpiai játékokra építették az Atletenstraat utcában. A munkálatok 1919 júliusában kezdődtek meg, miután elvették Budapesttől a rendezés jogát. A hivatalos megnyitóra 1920 májusában került sor.
A stadion tervezésében részt vállalhatott Archibald Leitch híres stadiontervező is, aki a játékok előtt többször is járt a városban.
Kapacitása az olimpiai játékok idején 30 ezer fő volt, húszezer ebből állóhely. Az évek alatt ez folyamatosan csökkent, ahogy bizonyos részeit lebontották. A stadiont 2000-ben teljesen felújították, azóta 12 771 férőhelyes, ezek mindegyike ülőhely.
Ma a KFCO Beerschot Wilrijk nevű, korábban első, jelenleg másodosztályú belga futballcsapatnak ad otthont.